# Penningen van de Rotterdamse Kunststichting

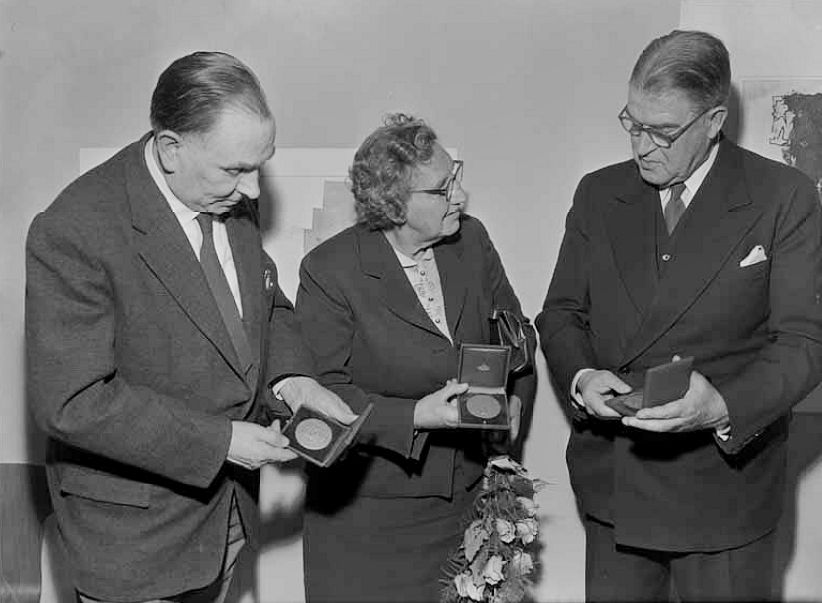
1959: dhr. G. van Dusseldorp en mej. mr. A.R. Werner bekijken de penning van de Maze; de penning van de Leuve was voor Wout van Heusden.

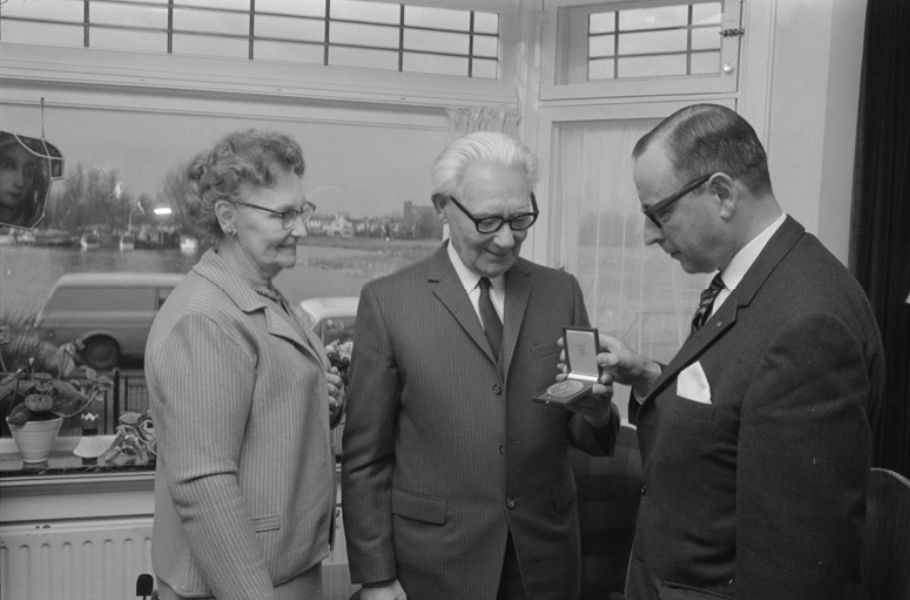
1969: beeldhouwer Adriaan van der Plas ontvangt de Penning van de Leuve uit handen van mr. Wim Fockema Andreae.

De penningen van de Rotterdamse Kunststichting waren kunstprijzen die in de tweede helft van de 20e eeuw werden uitgereikt door de Rotterdamse Kunststichting. Vanaf 1950 waren dat de penning van de Leuve, penning van de Maze en penning van de Rotte, in 1966 werd de penning van de Merwe toegevoegd.

## Achtergrond
In 1945 werd de Rotterdamse Kunststichting opgericht, die zich bezighield met het bevorderen van het kunstklimaat in de stad en het stimuleren van kunstenaars. In 1950 besloot de Kunststichting drie bronzen penningen als kunstprijs in te stellen, de penningen van de Maze, de Leuve en de Rotte. In 1966 kwam daar de penning van de Merwe bij. De penningen werden vernoemd naar de waterstromen die bij Rotterdam samenkomen, de Maas, Leuve, Rotte en de Merwe (de huidige Noord en Nieuwe Maas werden vroeger beschouwd als uitlopers van de Merwe en kregen pas later een eigen naam).
De penningen waren bedoeld voor mensen die zich inzetten voor de kunst of zelf als kunstenaar actief waren:
- de penning van de Maze, bedoeld voor niet-kunstenaars die zich voor de kunst verdienstelijk hebben gemaakt. De penning heeft als motto Studium et Cura (toewijding en zorg) en werd ontworpen door Hans Petri;
- de penning van de Leuve, voor kunstenaars wegens hun bijzondere verdienste als kunstenaar. De penning heeft als motto Ingenium et Ardor (voor talent en ijver) en werd ontworpen door Hank Hans;
- de penning van de Rotte, bedoeld voor kunstenaars voor belangrijke uitingen van kunst. De penning heeft als motto Forma et Vigor (kracht om het schone te vormen) en werd ontworpen door Han Richters;
- de penning van de Merwe, bedoeld voor hen die door hun pen de kunst doen leven. De penning heeft als motto Fama crescit eundo (de faam groeit al gaande) en werd ontworpen door Mieke Frehe.

In december 1950 werd de eerste penning, de penning van de Maze, uitgereikt aan ondernemer D.G. van Beuningen voor zijn verdiensten voor het culturele leven in Rotterdam. Zijn kunstverzameling werd na zijn dood samengevoegd met het Museum Boijmans.
Doordat de penningen ook werden toegekend bij jubilea of einde van een dienstverband, kon het voorkomen dat een penning meerdere keren per jaar werd uitgereikt.
De Rotterdamse Kunststichting is in 2005 opgegaan in de Raad voor Kunst en Cultuur in Rotterdam.

### Foto's van de penningen

voorzijde
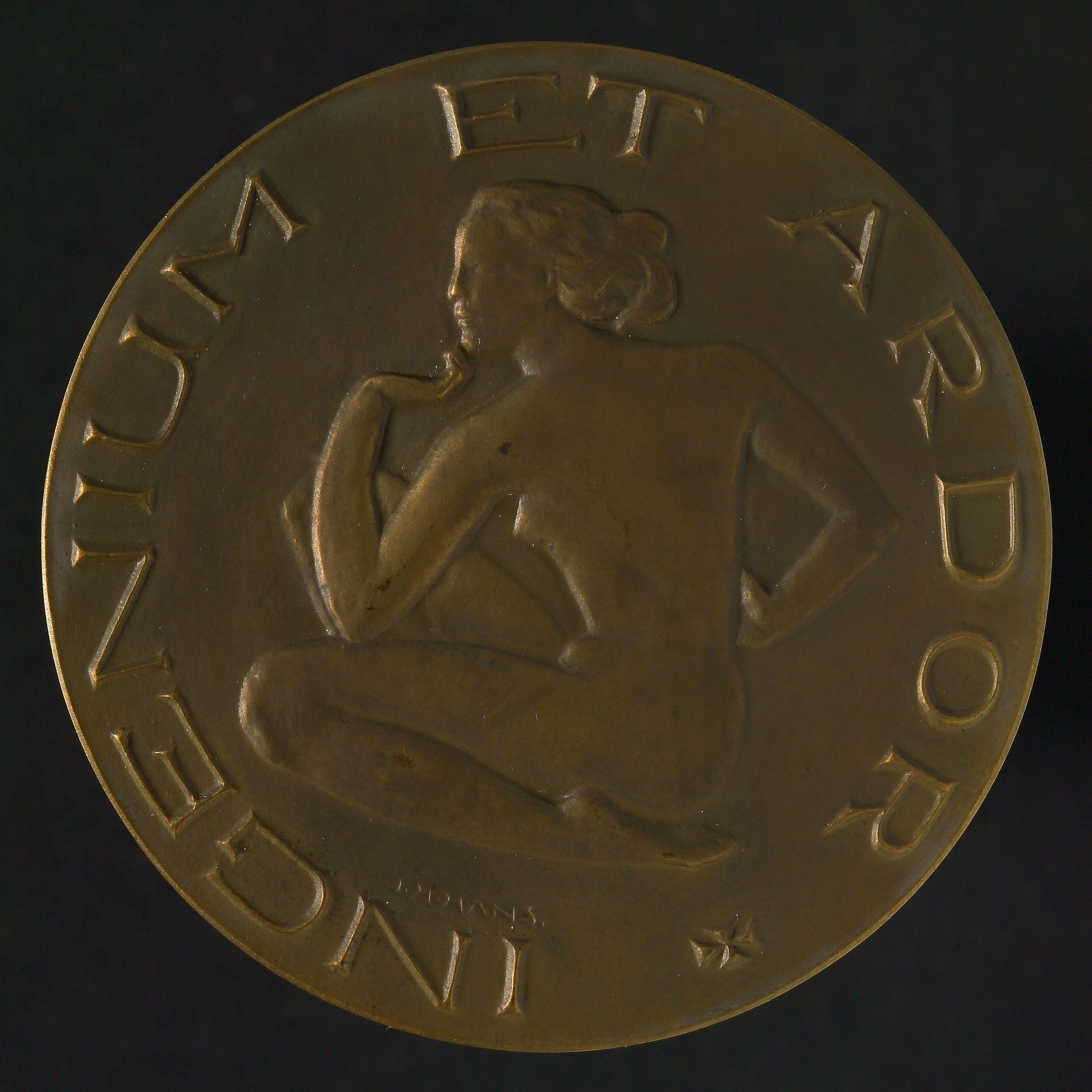
Penning van de Leuve
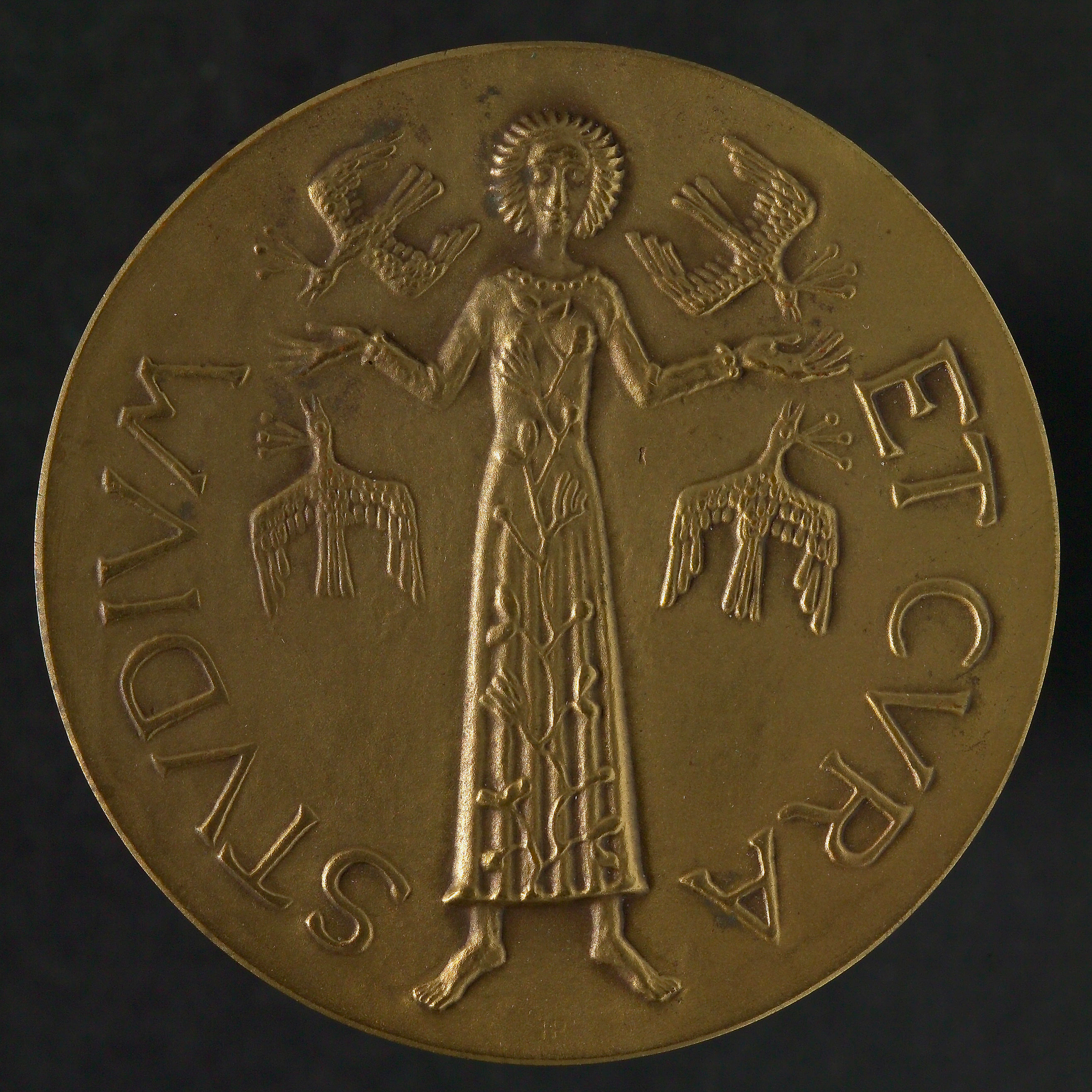
Penning van de Maze
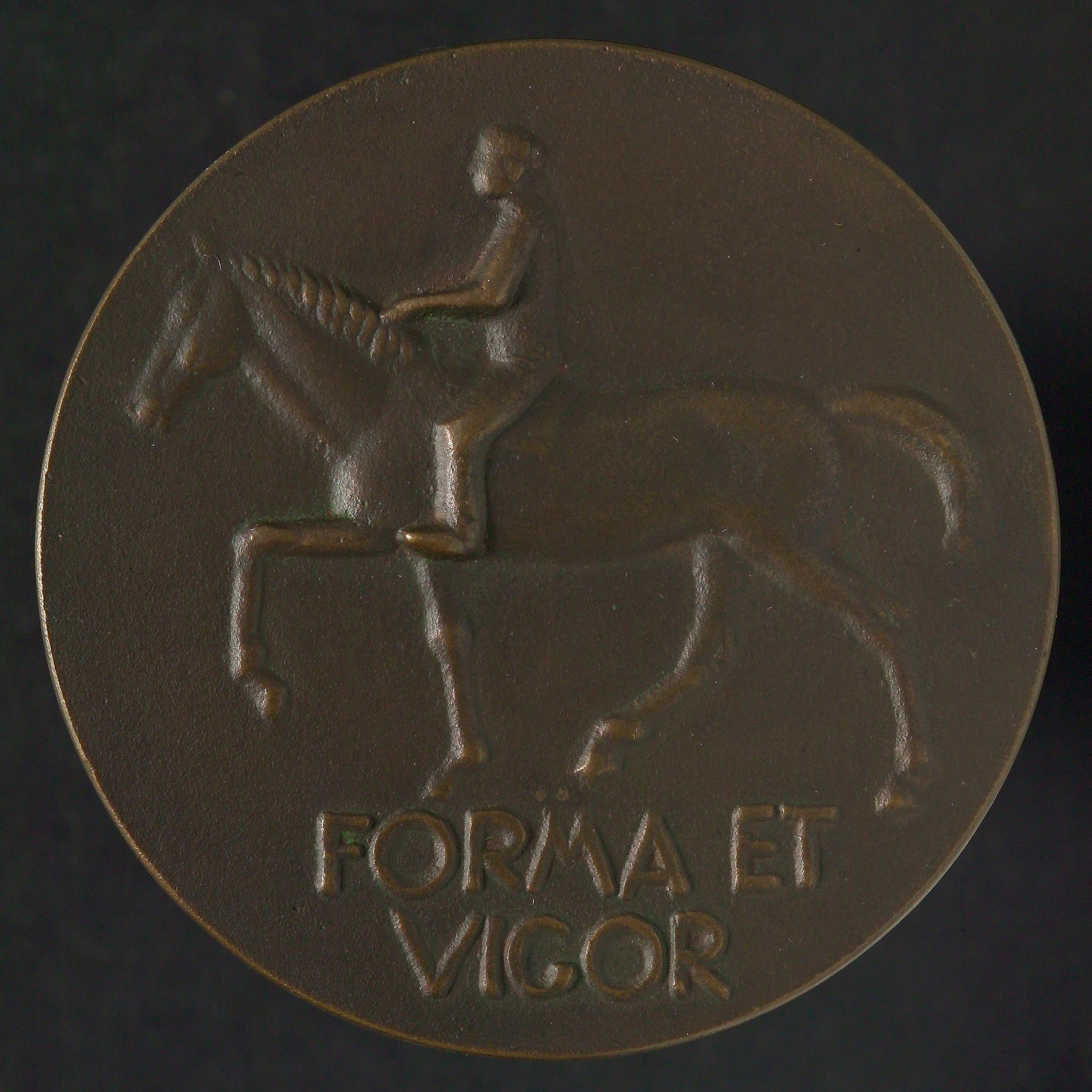
Penning van de Rotte
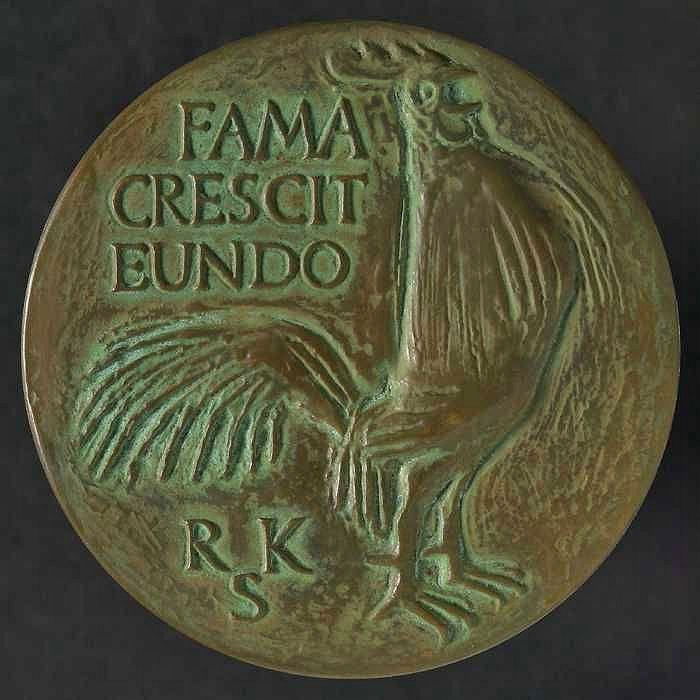
Penning van de Merwe

keerzijde
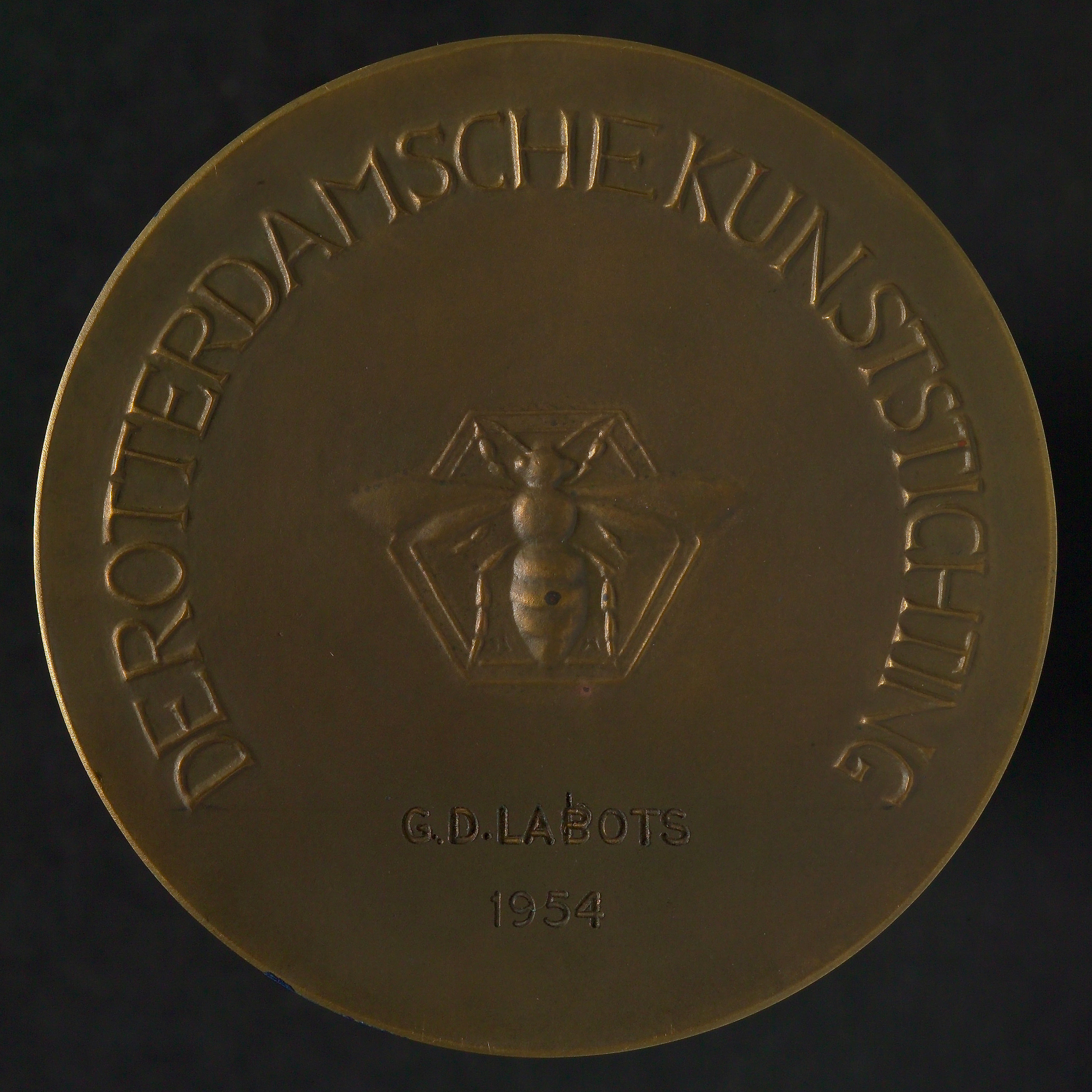
Penning van de Leuve
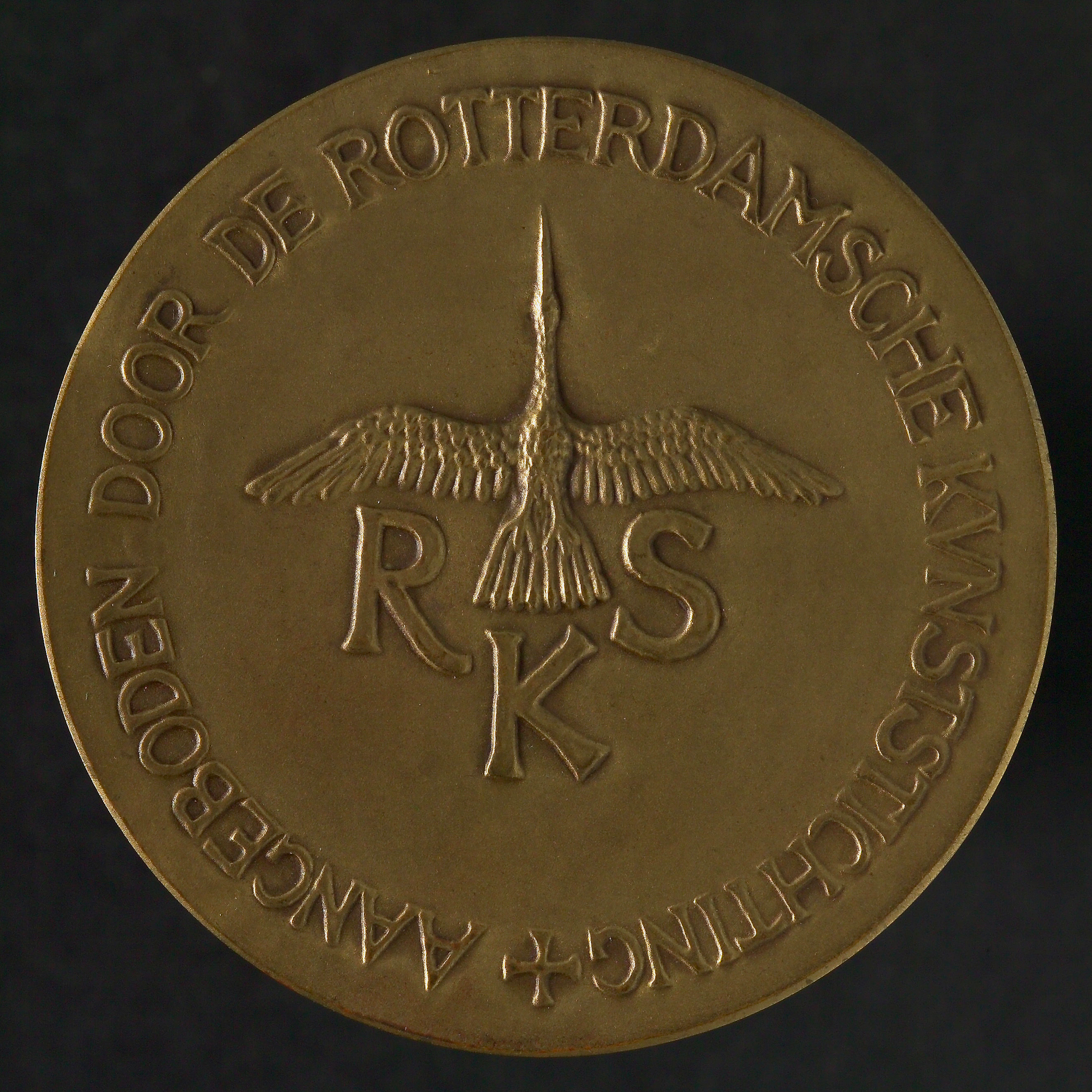
Penning van de Maze
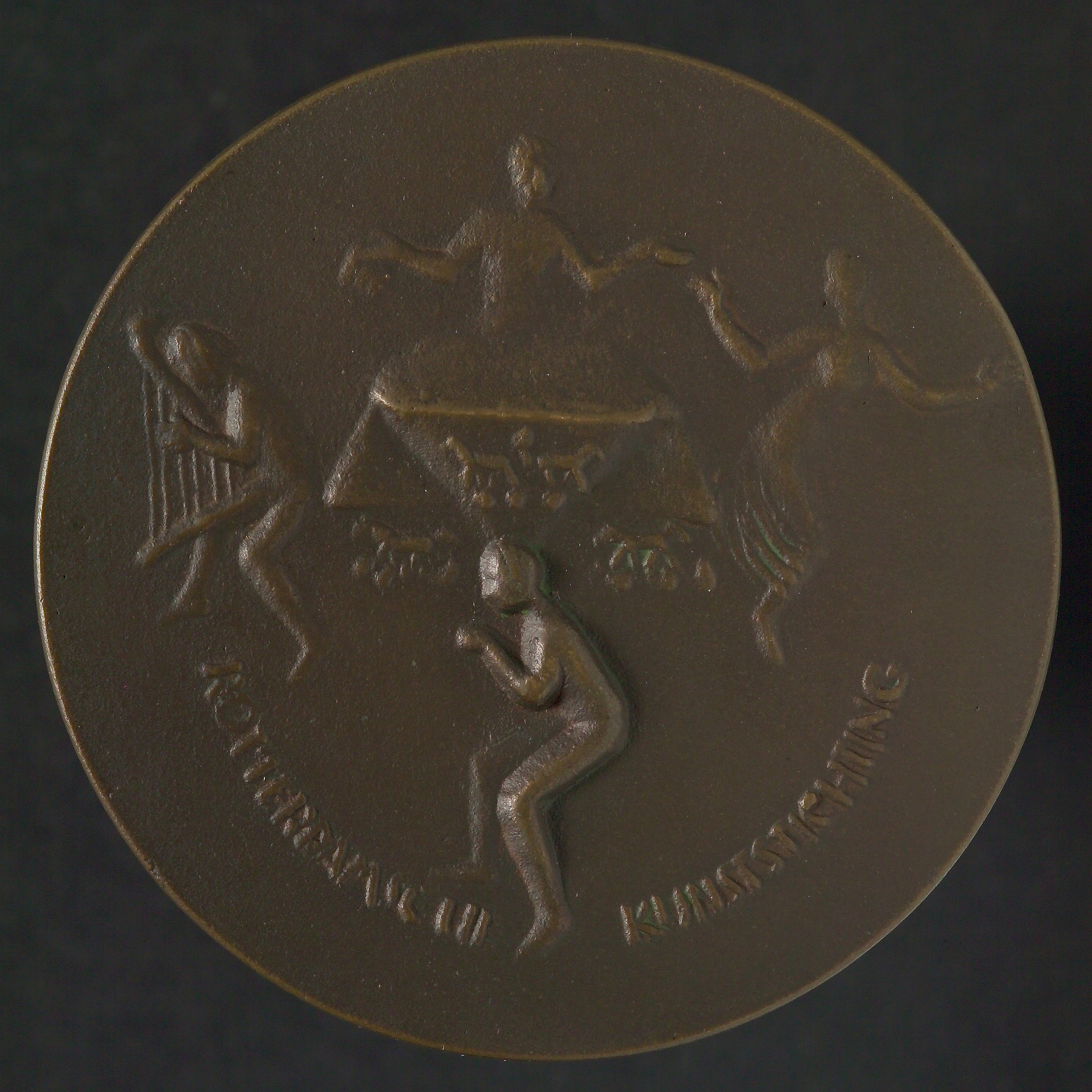
Penning van de Rotte
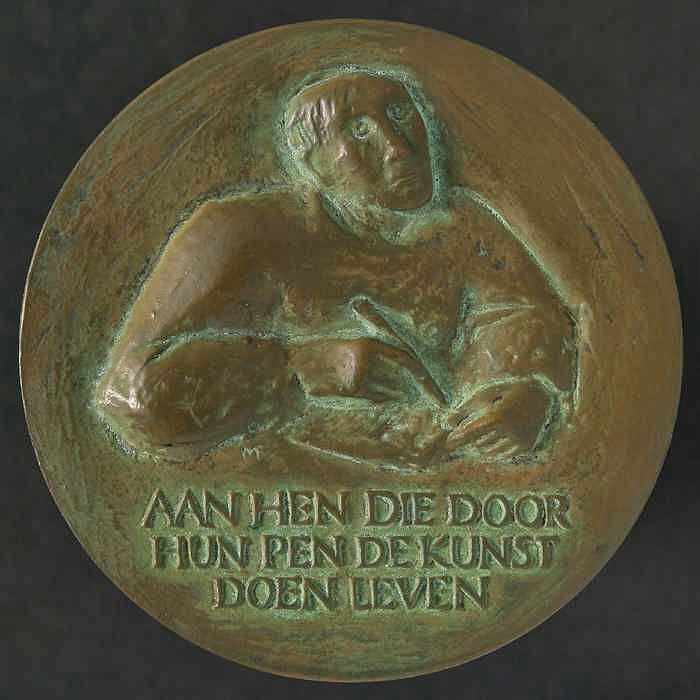
Penning van de Merwe

## Laureaten

### Penning van de Leuve
- 1951 - Herman Mees
- 1952 - Maria Cornelia Grimberg-Huyser
- 1953 - Jo Vincent
- 1954 - Jacques van Elsäcker, Marius Richters, Hendrik Altink, Piet van den Kerkhoff, Gerrit David Labots
- 1955 - P. Verdoes[4]
- 1956 - Theo van der Pas, Ferdinand Timmermans
- 1958 - René Sleeswijk, Corry Lievens, Hans Snoek, Jos. Vranken, J.C.A. Bok, Agnes Canta
- 1959 - Wout van Heusden
- 1960 - Johan Coenraad Meischke, D. Jongbloed, Charles Cocheret
- 1961 - Wim Kan
- 1962 - Phons Dusch
- 1963 - Corrie Hartong en Alex de Haas
- 1964 - Pieter den Besten, Jan Lemaire sr.
- 1965 - Samuel Brill, Arie den Arend
- 1966 - J. Poot
- 1967 - Aart Glansdorp
- 1968 - J. Reuchlin-Lucardie
- 1969 - Adriaan van der Plas, Joris Ivens
- 1972 - Willy Walden, Piet Muijselaar
- 1974 - Kees Stolwijk
- 1978 - Piet van Mever

### Penning van de Maze
- 1950 - D.G. van Beuningen
- 1951 - Dirk Hoogendijk
- 1953 - M. van Eekeren, Everardus Warffemius, J.R. Goddard en de schenkers van De verwoeste stad
- 1954 - C. Honing
- 1955 - D.A. van Krevelen, K.P. van der Mandele. Philippus van Ommeren P.Jzn.
- 1956 - J. van Tilburg
- 1957 - H.G.J. de Monchy
- 1958 - I.M. van Dugteren, Jules Zagwijn
- 1959 - J.J. Krantz, G. van Dusseldorp, A.R. Werner
- 1960 - A. van Hoboken, W.H. de Monchy
- 1963 - W.A. Crol, J.W. Wolff
- 1966 - F.J. Brevet
- 1967 - Nancy Zeelenberg
- 1968 - C.A. 't Hart
- 1969 - Piet Begeer
- 1970 - H.B. Verbon sr.
- 1971 - J. Terwiel, Herman Kraaijvanger
- 1972 - P.D.C. Vastenhoud (Piet), J. Huyts, John Daniskas
- 1973 - W. Veder
- 1975 - W. Jansse

### Penning van de Merwe
- 1966 - G.W. Zalsman
- 1971 - C. Doelman
- 1978 - Hendrik Muller Azn

### Penning van de Rotte
- 1953 - Ossip Zadkine, Herman van der Horst
- 1966 - Rein Fledderus, Evert Kraaijvanger, Herman Kraaijvanger
- 1976 - Alexander Voormolen